# Usedom
Usedom (se pronunță: Uzedom), (poloneză Uznam) este o insulă situată în fața  Stettiner Haff (laguna Stettinului) în Marea Baltică. O lagună ce ocupă o suprafață de 903 km², unde se varsă fluviul Oder. Insula Usedom aparține de landul Mecklenburg-Vorpommern, Germania, la est de Usedom se află insula „Wolin” ce aparține de Polonia.

## Geografia insulei Usedom
- suprafața  445 km² din care aparține  373 km² Germaniei, iar 72 km² Poloniei
- populație 76.500 din care 31.500 sunt cetățeni germani și 45.000 polonezi